# Tệp (Apple)
Tệp là một ứng dụng quản lý tệp do Apple Inc. phát triển dành cho các thiết bị chạy iOS 11 và các phiên bản iOS mới hơn. Được khám phá (phát hiện, tìm ra) như một tiêu đề giữ chỗ trong App Store ngay trước khi diễn ra Hội nghị các nhà phát triển toàn cầu năm 2017 của công ty, ứng dụng đã chính thức được công bố tại hội nghị ngay sau đó. Tệp cho phép người dùng duyệt các tệp cục bộ được lưu trữ trong ứng dụng, cũng như các tệp được lưu trữ trong các dịch vụ lưu trữ đám mây, bao gồm iCloud, Dropbox, Google Drive và OneDrive. Nó cho phép lưu, mở và tổ chức các tệp, bao gồm cả vị trí vào các thư mục có cấu trúc và thư mục con. iPad có thể kéo và thả tệp giữa Tệp và các ứng dụng khác, trong khi người dùng iPhone bị giới hạn khả năng kéo và thả bên trong tệp. Việc tổ chức thêm có thể được thực hiện thông qua việc sử dụng các thẻ được mã hóa màu hoặc có tên tùy chỉnh và thanh tìm kiếm liên tục cho phép tìm kiếm các tệp bên trong các thư mục, mặc dù không nằm trong các ứng dụng khác. Chế độ xem danh sách cho phép các tùy chọn sắp xếp khác nhau. Ứng dụng này cung cấp khả năng phát lại độc quyền các tệp âm thanh FLAC chất lượng cao và cũng cung cấp hỗ trợ xem tệp văn bản, hình ảnh, "Bản ghi âm nhạc" và lưu trữ Zip cũng như hỗ trợ giới hạn cho video.

## Lịch sử
Vài giờ trước khi diễn ra Hội nghị các nhà phát triển toàn cầu 2017 của Apple, nhà phát triển Steve Troughton-Smith đã phát hiện ra một tiêu đề giữ chỗ trong App Store cho ứng dụng "Tệp", yêu cầu máy phải chạy iOS 11 trở lên để có thể sử dụng ứng dụng này. Apple đã chính thức công bố ứng dụng này tại hội nghị của mình ngay sau đó.

## Đặc trưng
Tệp cho phép người dùng duyệt qua các tệp cục bộ được lưu trữ trong ứng dụng, cũng như các tệp được lưu trữ trên các dịch vụ lưu trữ đám mây bao gồm iCloud, Box, Dropbox, Google Drive, OneDrive,... Người dùng có thể lưu, mở và sắp xếp tệp, bao gồm cả việc đặt tệp vào các thư mục có cấu trúc và các thư mục con. Trên iPad, người dùng có thể kéo và thả tệp giữa ứng dụng Tệp và các ứng dụng khác, nhưng trên iPhone, chức năng này chỉ bị giới hạn trong mỗi ứng dụng tương ứng. Người dùng có thể thêm các thẻ có màu và có tên tùy chỉnh vào tệp, thêm chúng vào phần "Thẻ" chuyên dụng. Thanh tìm kiếm liên tục ở trên cùng cho phép tìm kiếm các tệp bên trong các thư mục con, mặc dù nó không tìm kiếm trong các ứng dụng khác. Chế độ xem danh sách cho phép phân loại tùy chọn theo kích thước hoặc ngày.
Khi nhấn và giữ một tệp, ứng dụng cung cấp một số tùy chọn, bao gồm "Sao chép", "Đổi tên", "Di chuyển", "Chia sẻ", "Thẻ", "Thông tin" và "Xóa". Các tệp được lưu trữ trên các dịch vụ của bên thứ ba có thể được sao chép vào thiết bị để truy cập ngoại tuyến. Chia sẻ iCloud được đưa ra từ các ứng dụng iWork chuyên dụng của Apple để trở thành một tính năng được chuẩn hóa trên hệ điều hành, cho phép chia sẻ bất kỳ tệp nào trong Files; ứng dụng chuyên dụng "iCloud Drive" bị xóa bỏ và được thay thế bởi ứng dụng Tệp, với iCloud khả dụng là một trong những nhà cung cấp dịch vụ lưu trữ đám mây mà người dùng có thể kết nối ứng dụng.
Trình phát tích hợp bên trong ứng dụng Tệp cho phép phát lại các tệp âm thanh FLAC chất lượng cao. Ứng dụng này cũng hỗ trợ xem và trích xuất các kho lưu trữ Zip. Nếu không có ứng dụng tương thích nào được cài đặt, Tệp cho phép xem các tệp văn bản và các video ở định dạng AVI hoặc MOV. Tuy còn một số hạn chế, nhưng cũng đã thành công một phần. Hình ảnh hay tệp "Bản ghi âm nhạc" cũng có thể được xem trước và phát.